# 佟大為
佟 大為（トン・ダーウェイ、1979年2月3日 - ）は、中華人民共和国の俳優。

## 来歴・人物
1979年、中国遼寧省撫順市に生まれる。
1995年、遼寧芸術職業学院に入学し演技の基礎を学び、1997年、上海戯劇学院に進学。翌年にテレビドラマでプロデビューを果たす。
2001年、人気作家・海岩（ハイ・イエン）原作『玉観音』のテレビドラマ化作（映画版・邦題『デスパレート 愛されてた記憶』）主演に抜擢。
以後は若者層向けの現代劇を中心に連続主演。“ 4小天王（4大若手スター）”にも名前が挙がる人気俳優となった。
一重瞼の一見地味な風貌から、“小眼睛偶像（小さい瞳のアイドル）”とも称される。
2008年、女優の関悦（グワン・ユエ）と8年間の交際を経て結婚、同年に長女が誕生している。
身長180cm、みずがめ座。

## 出演作品

### 映画
| 製作年 | 原題                    | 邦題                                   | 役名                     |
| ------ | ----------------------- | -------------------------------------- | ------------------------ |
| 2001   | 一百個小偷              |                                        | 石剛                     |
| 2003   | 非常浪漫                |                                        | 暁春                     |
| 2003   | 愛，断了線 （情牽一線） | スカイ・オブ・ラブ                     | ウェンタオ               |
| 2003   | 我愛你                  | ウォ・アイ・ニー                       | ワン・イー               |
| 2007   | 苹果                    | ロスト・イン・北京                     | アン・クン               |
| 2008   | 赤壁                    | レッドクリフ Part Ⅰ                    | 孫叔財                   |
| 2008   | 愛情呼叫転移2 愛情左右  | お似合いカップル                       | 張庭                     |
| 2009   | 赤壁 決戦天下           | レッドクリフ Part Ⅱ -未来への最終決戦- | 孫叔財                   |
| 2009   | 建国大业                | 建国大業                               | 孔令侃                   |
| 2011   | 金陵十三釵              |                                        | 李教官                   |
| 2011   | 財神客棧                | トレジャー・オブ・ドラゴン             |                          |
| 2013   | 中国合伙人              | アメリカン・ドリーム・イン・チャイナ   |                          |
| 2013   | 天機•富春山居図         | ゴールデン・スパイ                     | 山本                     |
| 2014   | 親愛的                  | 最愛の子                               | カオ・シア               |
| 2014   | 我的早更女友            | 更年奇的な彼女                         | ユアン・シャオオウ       |
| 2014   | 太平輪                  | The Crossing ザ・クロッシング Part I   | 佟大慶（トン・ターチン） |
| 2015   | 太平輪 彼岸             | The Crossing ザ・クロッシング Part II  | 佟大慶（トン・ターチン） |
| 2018   | 来电狂响                | 完璧な他人 〜スマホが暴く秘密たち〜    |                          |

### テレビドラマ
| 製作年 | 原題               | 邦題                                     | 役名   |
| ------ | ------------------ | ---------------------------------------- | ------ |
| 1998   | 嫂娘               |                                          | 運東   |
| 1999   | 世紀人生           |                                          | 大明   |
| 2000   | 都是天使惹的禍     |                                          | 熊峰   |
| 2000   | E網情深            |                                          | 国威   |
| 2001   | 少年包青天2        |                                          | 宋仁宗 |
| 2001   | 海洋館的約会       |                                          | 麦地   |
| 2002   | 一網情深           |                                          | 周威   |
| 2002   | 玉観音             |                                          | 楊瑞   |
| 2002   | 瘦身家族           |                                          | 唐満金 |
| 2002   | 出水芙蓉           |                                          | 高楚   |
| 2003   | 夏天的味道         |                                          | 朱成   |
| 2003   | 紅粉世家           |                                          | 於水村 |
| 2004   | 第一次親密接触     |                                          | 痞子蔡 |
| 2004   | 殺証               |                                          | 呉雨   |
| 2004   | 蝴蝶飛飛           | CCTV大富放映（日本語字幕）               | 藍冬晨 |
| 2004   | 醋溜族             |                                          | 小白   |
| 2005   | 一言為定           |                                          | 西門虹 |
| 2005   | 与青春有関的日子   |                                          | 方言   |
| 2005   | 我們無処安放的青春 |                                          | 李然   |
| 2006   | 奮斗               |                                          | 陸涛   |
| 2007   | 女特警             |                                          | 劉春   |
| 2007   | 幸福還有多遠       |                                          | 王小毛 |
| 2007   | 所謂婚姻           |                                          | 伍德   |
| 2008   | 狙撃手             |                                          | 龍紹欽 |
| 2011   | 新・水滸伝         | 水滸伝 All Men Are Brothers              | 蘇軾   |
| 2015   | 如果可以这样爱     | この愛の果て 〜彼らが出した答え〜        |        |
| 2016   | 人间至味是清欢     | ラブ・アクチュアリー〜運命の恋愛相関図〜 |        |
| 2022   | 我们的婚姻         | モダン・マリッジ                         |        |

## 音楽作品
- 漂流瓶 （2005年） ファーストシングル
- 大世界 小作為 （2007年） ファーストアルバム

## 参考資料リンク
- サーチナコラム - 歌で自分を表現することって難しい：トン・ダーウェイ
- 東方糖菓 - 映画とドラマ、両方観て楽しもう(2)「玉観音」男子漢さんいらっしゃい vol.2 佟大為
- TOKOTOKO - 第１回　大陸スター　Close ★up!
- DAIFU Website：中国資料館 - 佟大為
- 百度百科 -佟大為 （中国語）
- 新浪娯楽 - 佟大為 （中国語） （ニュース集）
- 新浪ブログ - 佟言無忌 （中国語） （佟大為公式ブログ）
- 橙天娯楽 - 明星 - 佟大為 （中国語） （所属事務所サイト）